# Disminución de la natalidad mundial

Nacimientos por cada mil habitantes alrededor del mundo en 2017.

La disminución de la natalidad es un fenómeno demográfico mundial que se ha presentado en las últimas décadas alrededor del mundo. Esto se ve ligado a varios otros fenómenos demográficos como el envejecimiento poblacional. Se caracteriza por presentar una baja cantidad de nacimientos por cada 1,000 habitantes en su población. En 2015 se registró una tasa de natalidad de ≈9.2 nacimientos por cada 1,000 habitantes en Alemania, en 2023 se registraron 693,000 nacimientos, lo que representa un descenso significativo en comparación con los años anteriores y la tasa se situó en su nivel más bajo desde 2009.

## Causas
Las causas de la disminución de la natalidad alrededor del mundo no posee causas de misma naturaleza y la mayoría tienen orígenes distintos, variando por su región geográfica, organización social, política, cultura, entre otros. 

### Envejecimiento poblacional
El envejecimiento poblacional es un fenómeno demográfico en el que gran parte de la población de una zona geográfica son de la tercera edad, esto representa un problema, ya que no hay suficientes personas jóvenes para atender a las personas ancianas y cumplir con labores generales, normalmente están acompañados de una baja tasa de nacimientos lo que genera una situación demográfica comprometida.

#### Cuba
En Cuba está sucediendo una situación bastante común en los países en desarrollo y los ya desarrollados, su población comienza a envejecer a la vez que su tasa de natalidad disminuye gradualmente. Desde 1970 hasta 2001, la tasa de natalidad en Cuba descendió de 27.7 a 12.4 nacimientos por cada 1,000 habitantes, lo que representa una reducción del 55%. Este comportamiento se corresponde con los patrones culturales de reproducción contemporáneos que incluyen, entre otros, el de tener pocos hijos con mayor edad.
Generalmente se experimenta un fenómeno demográfico-económico en el cual, entre mayor desarrollo y educación en algún país, menor es la cantidad de hijos por mujer. Esto se debe a varios factores como los anticonceptivos, planificación familiar, educación, edad y abstinencia.La calidad de salud cada vez mayor ocasiona que la esperanza de vida aumente, incrementando gradualmente el envejecimiento de la población a su vez. 

### Sobrepoblación
Debido a la preocupante situación debido a la sobrepoblación humana, ocasionó que los gobiernos implementaran  controles de natalidad en distinta intensidad para evitar una población excesiva, esto ocasionó accidentalmente el fenómeno de envejecimiento poblacional, actualmente varios de los gobiernos que implementaron medidas de control las han removido, con el fin de revertir el envejecimiento de su población.

#### China
En 1980, 'China' aplicó la política del “hijo único” como respuesta al rápido crecimiento demográfico, que el gobierno temía que provocara graves problemas económicos y sociales. En 1979, la población de China se acercaba a los mil millones de personas y los funcionarios gubernamentales temían que la superpoblación superara la disponibilidad de alimentos y otros recursos. La política tenía por objetivo frenar parcialmente este crecimiento y promover el desarrollo económico reduciendo la tasa de fertilidad. El rápido crecimiento demográfico se consideraba una amenaza para el desarrollo económico. El gobierno creía que una menor cantidad de personas daría lugar a un mayor ingreso per cápita y a mejores niveles de vida.
La política provocó un desequilibrio demográfico, debido a una preferencia cultural por los hijos varones, lo que dio lugar a abortos selectivos en función del sexo y al abandono de las niñas. Esto creó una generación con significativamente más hombres que mujeres. La reducción de las tasas de natalidad contribuyó al envejecimiento de la población, con una fuerza laboral cada vez menor que no puede sustentar al creciente número de personas mayores. Este cambio demográfico ha ejercido presión sobre los servicios sociales y la economía nacional. Al reconocer los impactos negativos, 'China' redujo gradualmente la política, y finalmente permitió dos hijos por familia en 2016, y luego tres hijos en 2021 para contrarrestar el envejecimiento de la población y el declive de la fuerza laboral.

### Altos costos de vida

#### Europa (Alemania)
Debido a que es un continente con un alto desarrollo económico y social, lo que ocasiona una alta educación y una planificación familiar excelente. Pero por el mismo motivo las personas europeas no suelen tener hijos hasta una edad bastante mayor, reduciendo su natalidad. Sumado a eso, los costos de vida son muy altos a comparación de otros continentes, esto disminuye aún más el crecimiento ya decadente.
En 2022 nacieron en Alemania alrededor de 739.000 niños, según los resultados provisionales. Por tanto, el número de nacimientos fue un 5,6% inferior a la media de los años 2019 a 2021 y un 7,1% inferior al de 2021, un año caracterizado por un elevado número de nacimientos. Una de las principales razones de la caída del número de nacimientos es la disminución del número de mujeres de entre 20 y 30 años, es decir, la franja de edad en la que nacen la mayoría de los niños. En la actualidad, el impacto de esta evolución es especialmente pronunciado en los Länder no urbanos del este de Alemania, donde el número de mujeres nacidas entre mediados de los años 1980 y mediados de los años 1990 es notablemente bajo.
En el caso de Alemania, las cifras publicadas por la Oficina Federal de Estadística dan una idea. Según los datos, un hijo habrá costado a sus padres poco menos de 150.000 euros cuando cumpla los 18 años. A continuación, se desglosa esta cifra en función de la edad y el gasto mensual:
- Menores de 6 años: 587 euros al mes = 7.044 euros al año = 42.264 euros durante 6 años
- De 6 a 12 años: 686 euros al mes = 8.232 euros al año = 49.392 euros durante 6 años
- De 12 a 18 años: 784 euros al mes = 9.408 euros al año = 56.448 euros durante 6 años
- Total: 148.104 euros por 18 años

### Aborto

Mapa de la situación del aborto legal en cada entidad federativa en México según sus códigos penales.

El aborto es una práctica controvertida parcialmente aceptada o denegada hacia la misma práctica, en varios países se han legalizado estos métodos de detención del embarazo.

#### México
En septiembre de 2023 se legalizó a nivel nacional la práctica del aborto. Se han hecho estudios para comprobar o desmentir el mito sobre si el aborto podrá aumentar o disminuir más la tasa de natalidad nacional. Un estudio de 2008 financiado por el Consejo Nacional de Población ( CONAPO ), El Colegio de México y el Instituto Guttmacher estimó que se realizan 880.000 abortos al año, con un promedio de 33 abortos al año por cada 1.000 mujeres entre 15 y 44 años. Es probable que esta medida conduzca a un ligero descenso en la natalidad, ya que las mujeres tendrán acceso seguro y legal a la interrupción del embarazo, lo que reducirá el número de nacimientos no deseados. Sin embargo, la tasa de natalidad ya estaba en un descenso gradual debido a factores como el aumento de la educación y la participación de las mujeres en la fuerza laboral.
«La tasa global de fecundidad (TGF) del país en 2024 es de 1.89 hijas/os en promedio por mujer, las entidades de la región sur tienen las tasas más altas del país, Chiapas (2.82 hijas/os), 'Guerrero' (2.24 hijas/os) y Oaxaca (2.20 hijas/os en promedio) y además se encuentran por encima del reemplazo generacional de 2.11 hijas/os».
Esto deja claro que a pesar de que el aborto disminuya ligeramente la tasa de natalidad, los estados sureños de México podrán mantener una tasa de natalidad alta o estable. De esta manera manteniendo un equilibrio demográfico a corto plazo hasta que se planteen medidas de contrarrestar el problema principal. 

### Paradoja demográfico-económico
«El término paradoja demográfico-económica o paradoja económico-demográfica se refiere al hecho de que cuanto más acomodada y educada es una población o clase social, menos hijos tiene. Se produce una correlación inversa entre la riqueza y la fertilidad, tanto entre naciones como dentro de las naciones. Cuanto más altos sean el ingreso per cápita y el nivel de educación, más baja será la tasa de natalidad».
Una reducción de la fertilidad puede dar lugar a un envejecimiento de la población y a un posterior descenso de la población que puede conllevar una serie de problemas económicos y sociales, véase, por ejemplo, demografía de Japón. A medida que aumenta el PIB per cápita y el nivel educativo, las familias tienden a tener menos hijos. Esto se debe a que el costo de oportunidad de tener hijos es mayor en economías más avanzadas, donde las mujeres tienen más oportunidades educativas y laborales.

#### Reducción de la mortalidad infantil
Con la mejora en las condiciones de salud y la reducción de la mortalidad infantil, las familias no sienten la necesidad de tener tantos hijos para asegurarse de que algunos sobrevivan hasta la edad adulta. Las mejoras en la higiene produjeron una dramática reducción en la tasa de mortalidad en los países industrializados ricos, en un principio, sin afectar las tasas de natalidad. En el siglo XX, las tasas de natalidad de los países industrializados empezaron a caer, al mismo tiempo que las sociedades se acostumbraron a la mayor probabilidad de que sus hijos sobreviviesen. Los cambios de valores culturales también contribuyen, al tiempo que la urbanización y el empleo femenino aumentó.
Puesto que la riqueza es lo que impulsa esta transición demográfica, se deduce que las naciones que están por detrás en riqueza también estarán retrasadas en la transición demográfica.

## Consecuencias a largo plazo

### Mayor cantidad de población anciana
Las circunstancias están ocasionando que la población mundial de ancianos (65 años o más) sea una parte considerable de cada nación, se han presentado proyecciones acerca de la población anciana y se teoriza que aumentará al doble del actual para 2050, siendo 1,500 millones de personas. Muchas regiones, especialmente en países desarrollados, están experimentando tasas de natalidad en declive debido a factores económicos y sociales, como la educación y la participación de la mujer en la fuerza laboral.

### Desaparición de culturas o sociedades
Si las tasas de natalidad continúan disminuyendo y las poblaciones envejecen sin suficientes jóvenes para mantener la población, algunas culturas y sociedades podrían enfrentarse a una disminución significativa o incluso la desaparición. Esto podría aumentar la población anciana hasta un punto de no retorno.

## Migraciones
Mucho se ha teorizado acerca si la migración es capaz de mitigar los efectos de la baja natalidad, aumentando o simplemente reemplazando a las personas más jóvenes y fértiles del país de destino. En el artículo titulado "The Impact of International Migration on Fertility: An Empirical Study" analiza cómo la migración afecta la fertilidad en los países de origen y destino. 

### Aumento de la natalidad
Las mujeres migrantes tienden a adaptarse a las normas de fertilidad de los países de destino. Por ejemplo, migrantes de países con alta fertilidad que se trasladan a países con baja fertilidad tienden a reducir su número de hijos con el tiempo. La migración, especialmente la de jóvenes, puede reducir la edad promedio de la población en los países de destino, aunque no puede revertir el envejecimiento poblacional sin influjos extremadamente altos y sostenidos de inmigrantes.

### Reemplazo de las personas nativas
La inmigración tiene un efecto rejuvenecedor limitado en los países de destino. No obstante, puede contribuir a estabilizar la población y la fuerza laboral. De esta forma pueden contrarrestar los efectos consecuentes de la población envejecida.